# Bonaduz
Bonaduz (rétorománsky Panaduz) je obec ve švýcarském kantonu Graubünden, okresu Imboden. Nachází se v údolí Zadního Rýna, asi 11 kilometrů jihozápadně od kantonálního hlavního města Churu, v nadmořské výšce 662 metrů. Má přibližně 3 500 obyvatel.

## Geografie
Obec leží na náhorní plošině nad soutokem Předního a Zadního Rýna, u konce Rýnské soutěsky. Obec Bonaduz leží v údolní nivě v nadmořské výšce 662 m, přičemž nadmořská výška katastru obce osciluje mezi 590 m (u soutoku Rýna) a cca 1 700 m (Alp Sut).
V obci se nachází také zřícenina hradu Wackenau.
Část obce zasahuje do údolí Safiental, zejména osady Scardanal a Alp Sut.

## Historie

Pohled na Bonaduz (1923)

Bonaduz je poprvé doložen v listině z roku 960 ve slovním spojení in castello Bonaduces. Výklad názvu je nejistý; je možné, že pochází ze starého slovního kořene pitino „hrad, tvrz“, který je několikrát doložen v graubündenských místních názvech.
Bonaduz byl historicky součástí rhäzünského panství. Spolu s Rhäzünsem přešel kolem roku 1458 na hrabata Zollernská a v roce 1497 na Maxmiliána I. Habsburského. Bonaduz tak zůstal katolický i během reformace. Spolu se sousedními obcemi Rhäzüns, Ems a Felsberg patřil Bonaduz k soudní obci Rhäzüns v tzv. Šedé konfederaci.
Spolu s celým panstvím Rhäzüns přešla obec v roce 1819 z Rakouského císařství do kantonu Graubünden.
Dne 11. července 1908 Bonaduz zasáhl požár. Během několika hodin byla zničena téměř celá vesnice: 199 budov, 83 domů, mnoho stájí a několik stodol. Přitom přišlo o střechu nad hlavou 562 obyvatel (přibližně dvě třetiny všech obyvatel obce). Požár způsobili dva chlapci, kteří si ve stáji hráli se zápalkami. Díky štědré pomoci kantonu byl však Bonaduz rychle obnoven.

## Obyvatelstvo

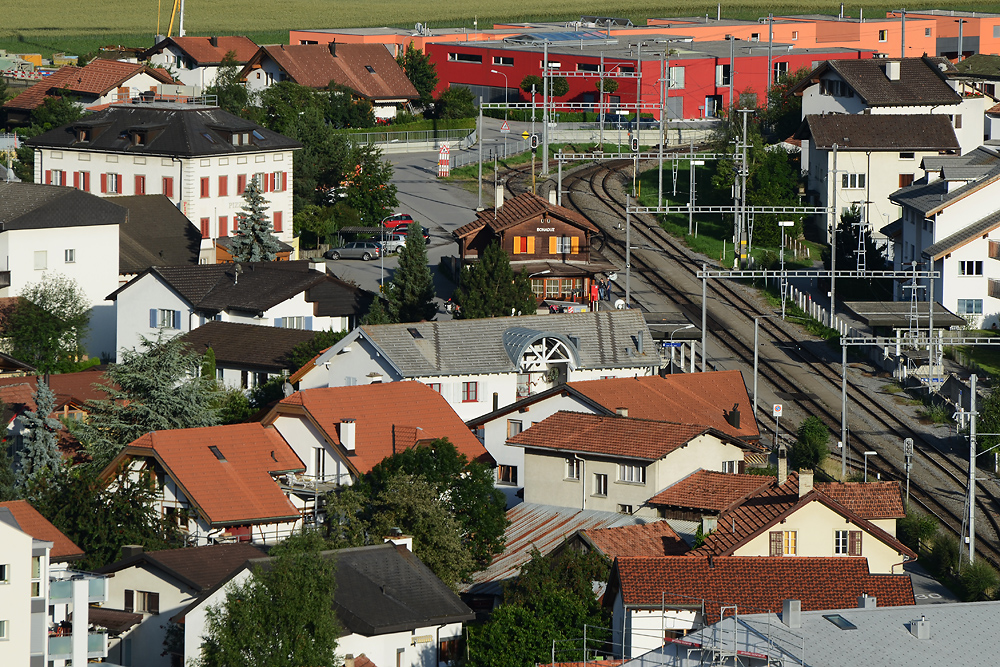
Centrum obce

| Rok            | 1850 | 1888 | 1900 | 1950  | 1980  | 1990  | 1995  | 2000  | 2010  | 2019  |
| Počet obyvatel | 581  | 605  | 886  | 1 039 | 1 499 | 1 943 | 2 293 | 2 433 | 2 738 | 3 467 |

Po první fázi růstu v letech 1850–1860 a druhé fázi růstu kolem roku 1900 až do roku 1960 (mezi 1850 a 1960 se počet obyvatel zdvojnásobil) se Bonaduz postupně rozrůstal. V letech 1960–1980 byl zaznamenán silný růst, který se od té doby ještě zvýšil (1960–1980: +37 %; 1980–2005: +73 %). Od 60. let 20. století se v oblasti silně rozrůstá také přistěhovalectví ze zahraničí. Vzhledem k dobré dopravní dostupnosti se do obce stěhují také mladé rodiny, které denně dojíždí za prací do Churu.

### Jazyky
Až do poloviny 19. století mluvili všichni obyvatelé graubündenským dialektem. Ačkoli se jednalo o tzv. středohornoněmecký dialekt, tradičně se ve všech obcích okresu Imboden používala jako spisovný jazyk rétorománština (dialekt Sursilvan). V tomto ohledu se Bonaduz podobal obcím Bergün a Filisur, kde se také používalo nebo používá středohornoněmecké nářečí, ale jako spisovný jazyk se používala rétorománština v hornoengadinském dialektu Putér (tam, historicky vzato, hlavně z náboženských důvodů).
Již v 19. století ztrácela rétorománština stále více na významu. Zatímco v roce 1880 se k rétorománštině hlásilo 75 % obyvatel, v roce 1900 to bylo již jen 55 %. Během deseti let rétorománština změnila jazyk a poklesla (29 % v roce 1910 a 15 % v roce 1941). Jazyková situace se stabilizovala až do roku 1970. Od té doby se v důsledku silného nárůstu počtu německy mluvících obyvatel neustále snižuje podíl osob hovořících rétorománsky. Dnes tvoří její mluvčí zlomek místních obyvatel. Malý podíl obyvatel (okolo 2 %) hovoří také italsky. Vývoj v posledních desetiletích ukazuje následující tabulka:
| Jazyky v Bonaduzu |                   |                   |                   |                   |                   |                   |
| Jazyk             | Sčítání lidu 1980 | Sčítání lidu 1980 | Sčítání lidu 1990 | Sčítání lidu 1990 | Sčítání lidu 2000 | Sčítání lidu 2000 |
| Jazyk             | Počet             | Podíl             | Počet             | Podíl             | Počet             | Podíl             |
| Němčina           | 1 186             | 79,12 %           | 1 620             | 85,81 %           | 2 140             | 87,96 %           |
| Rétorománština    | 166               | 11,07 %           | 114               | 6,04 %            | 131               | 5,38 %            |
| Italština         | 80                | 5,34 %            | 39                | 2,07 %            | 52                | 2,14 %            |
| Počet obyvatel    | 1 499             | 100 %             | 1 888             | 100 %             | 2 433             | 100 %             |

### Osobnosti
- Jiří Blaurock (1492–1529), novokřtěnec a kněz, narodil se v Bonaduzu

## Doprava

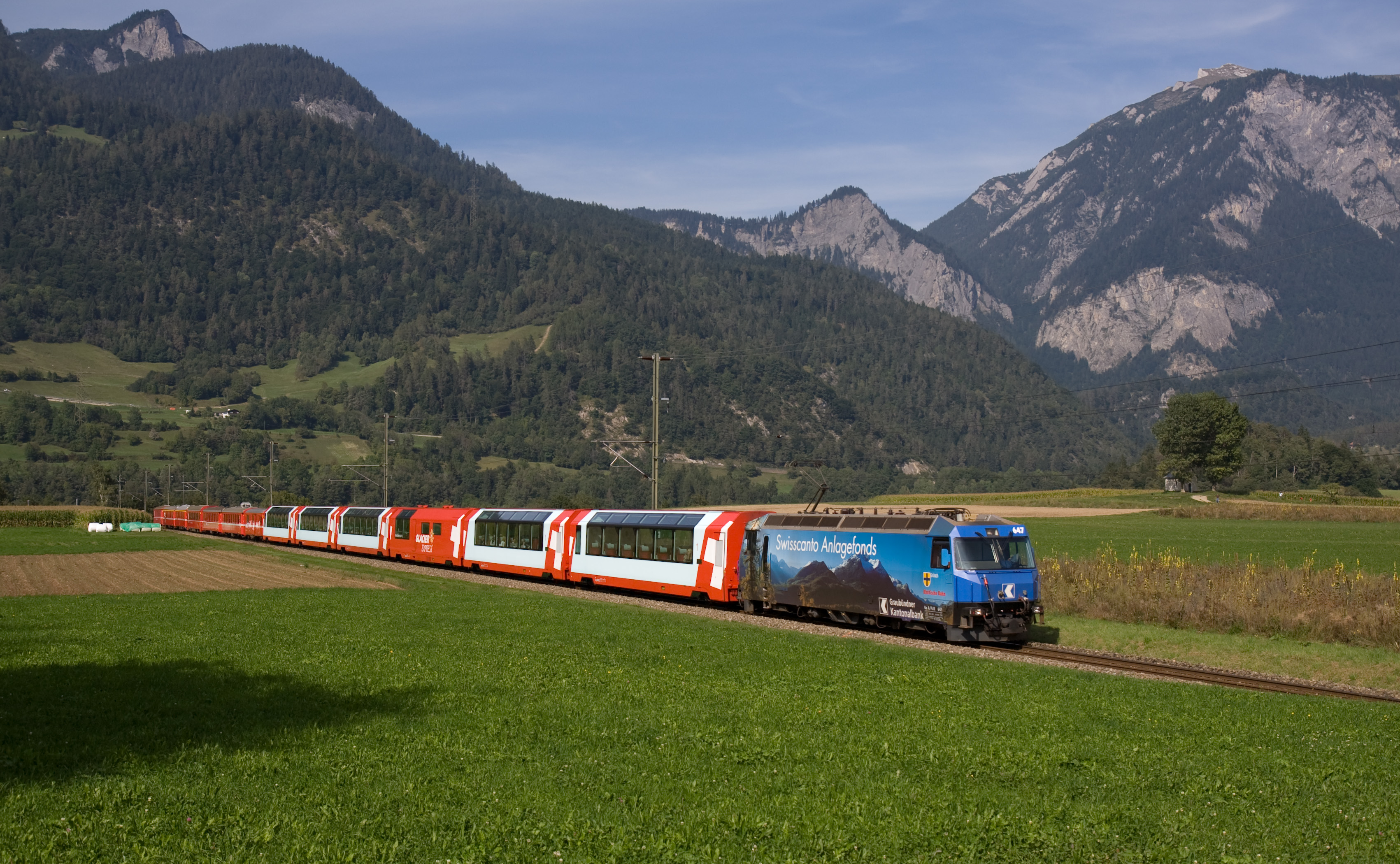
Glacier Express nedaleko stanice Bonaduz

Obec leží na kantonální hlavní silnici č. 13. V její bezprostřední blízkosti vede také dálnice A13 v trase St. Margrethen – Chur – Bellinzona. Železniční stanice Bonaduz se nachází na trati Landquart–Thusis, na niž dále navazuje Albulská dráha překonávající stejnojmenné pohoří a končící ve Svatém Mořici.